# Белуджистан
Белуджистан (на белуджки: بلوچستان) е историко-географска област, землище на етническите белуджи. Областта е разположена в сух пустинен и планински регион в Южна и Западна Азия, с площ от около 500 000 квадратни километра. Обхваща териториите на провинция Белуджистан в Пакистан, провинция Систан и Белуджистан в Иран, и провинциите Нимруз, Хелманд и Кандахар в Афганистан. На север граничи с региона Пущунистан, на изток със Синд и Пенджаб, и на запад и с провинции основно с етнически перси в Иран. На юг се простира по крайбрежието на Арабско море и Оманския залив.

## Етимология
Обикновено се смята, че името „Белуджистан“ носи името си от белуджите. Белуджите не се споменават в историческите извори преди въвеждането на исляма. Вероятно белуджите са били известни с друго име в мястото си на произход и че са придобили наименованието „белудж“, след заселването си по тези земи през 10-и век.
Йохан Хансман свързва термина „Балох“ с „Meluḫḫa“, името, с което се смята, че Индската цивилизация е била известна на шумерите (2900 – 2350 г. пр.н.е.) и акадците (2334 – 2154 г. пр.н.е.) в Месопотамия. „Meluḫḫa“ изчезва от месопотамските записи в началото на второто хилядолетие преди Христа.[9] Въпреки това, Хансман заявява, че следа от него в модифицирана форма, като „Baluḫḫu“, е запазена в имената на продукти, внесени от Новоасирийското царство (911 – 605 г. пр.н.е.). Средновековния арабски географ ал Макдиси, който посещава столицата на Макран – Баннайбур (днес град Панджгур, Пакистан), пише през 985 г., че е бил населен от хора, наречени „Balūṣī“ (Белучи), което кара Хансман да предполага „Baluch“ като модификация на „Meluḫḫa“ и „Baluḫḫu“.
Финландския индолог и синдолог Аско Парпола свързва името „Meluḫḫa“ с индоарийските думи „mleccha“ (на санскрит) и „milakkha/milakkhu“ (на пали) и др., които нямат индоевропейска етимология, въпреки че са били използвани за обозначаване на хора, които не са арийци. Приемайки ги за хора, които говорят на език от групата на дравидските езици, той тълкува термина като означаващ или собствено име „milu-akam“ (от което произлиза „tamilakam“, когато хората от Инд мигрираха на юг) или „melu-akam“, което означава „висока страна“, възможна препратка до Белуджистанските високи земи. Индийската историчка Ромила Тапар също тълкува „Meluḫḫa“ като протодравидски термин, вероятно „mēlukku“, и предлага значението „западен край“ (на дравидско-говорещите региони в Индийския субконтинент). Буквалният превод на санскрит е „aparānta“, по-късно е използван за описание на региона от индоарийците.
По времето на Александър Велики (356 – 323 г. пр.н.е.) гърците наричат тези земи Гедрозия и нейните хора – гедрозои, термини с неизвестен произход. Използвайки етимологични разсъждения, Х. У. Бейли възстановява възможноно иранско име „uadravati“, което означава „земя на подземните канали“, което е възможно да е преименувано на „badlaut“ през 9-и век и променено на „balōč“ в по-късни времена. Тази аргументация остава спекулативна.

## История
Най-ранните свидетелства за появата на човешка по тези земи са датирани от старокаменната епоха, открити са селища на ловци и разпръснати литици, нацепени и лющени каменни инструменти. Най-ранните заселени села в региона датират от керамичната новокаменна епоха (около 7000 – 6000 г. пр.н.е.) и включват археологическия обект Мехргарх в равнината Качхи. Тези села се разширяват по размер с времето при каменно-медната епоха, когато общуването между хората се засилва. Разменят се готови стоки и суровини, включително черупки, лапис лазули, тюркоаз и керамика. До 2500 г. пр.н.е. (през бронзовата епоха), регионът който днес е известен като Пакистански Белуджистан е станал част от културната орбита на Индската цивилизация, осигурявайки ключови ресурси за обширните селища източно от на басейна на река Инд.
През 1 – 3 век регионът е управляван от династията Паратараджас, династия на царе на Индо-скитското или Индо-партското царство. Смята се, че династията на „Pāratas“ е идентична с „Pāradas“ от Махабхарата, Пураните и други ведически и ирански източници. Кралете Парата са известни предимно чрез своите монети, които обикновено показват бюста на владетеля (с дълга коса в лента за глава) на лицевата страна и свастика в кръгла легенда на обратната страна, написана на брахми (обикновено сребърни монети) или кхарощхи (медни монети). Тези монети се намират главно в град Лоралай в днешен Западен Пакистан.
Херодот през 450 г. пр.н.е. описва параитакеноите като племе, управлявано от персийския цар Дейок, в северозападна Персия. Ариан описва как Александър Велики се натъква на парейтакаите в Бактрия и Согдиана и изпраща за да бъдат завладени – Кратер. Периплът на Еритрейското море през 1 век описва територията на Парадон отвъд Оманитския регион, на брега на съвременен Белуджистан.
Индуистката династия Сева управлява части от Белуджистан, главно района на град Калат. Окръг Сиби, който е отделен от окръг Куета и Калат през 1974 г., получава името си от Рани Сеуи, кралицата на династията Сева.
През 9-и век регионът е напълно ислямизиран, и става част от територията на Сафаридите от Зарандж, последвани от Газневидите, след това на Гуридите. През 1749 г. Ахмад Шах Дурани го прави част от Афганистанската империя. През 1758 г. ханът на Калат, Мир Нури Насир Хан Балоч въстава срещу Ахмед Шах Дурани, побеждава го и освобождава Белуджистан, спечелвайки пълна независимост.
През 1870-те години Белуджистан попада под контрола на Британска Индия.